# Osaka Metro千日前線
千日前線（せんにちまえせん）は、大阪府大阪市福島区の野田阪神駅から同市生野区の南巽駅までを結ぶ大阪市高速電気軌道 (Osaka Metro) の路線。正式名称は大阪市高速電気軌道第5号線と称し、『鉄道要覧』では5号線（千日前線）と記載されている。駅番号を表す際に用いられる路線記号は「S」。
ラインカラーは、難波新地や千日前のネオンサインをイメージした紅梅色（ピンク、チェリーローズ ）である。

## 概要
大阪市中心部では新なにわ筋と、大阪ミナミの繁華街を横断する千日前通の地下を走る。全線のうちの半分近くに当たる桜川駅 - 鶴橋駅間で阪神なんば線、および近鉄難波線・大阪線と並行している。他の地下路線との交差部分は、長堀鶴見緑地線と交差する西長堀駅や阪神なんば線・近鉄難波線が並行する桜川駅 - 谷町九丁目駅間では千日前線が上、このほかは千日前線が下を通っている。また、長堀鶴見緑地線と同じく、ニュートラム南港ポートタウン線を除く、Osaka Metroのすべての地下鉄路線との乗り換えが可能である。
Osaka Metroの8路線の中では利用客数は6番目（2013年度の1日平均利用者数は18万1,238人）で、列車は4両編成で運行されている。ホーム有効長は全駅8両編成分あるが、列車の停車しない部分には固定柵が設置され、他線への乗り換え通路や出口への通路として使用されない部分は閉鎖されている。駅によっては資材置き場となっており、その部分は照明も薄暗くなっている。
日本の鉄道で東海道新幹線、名古屋市営地下鉄名城線に次いで3番目に車内信号式が導入された路線である。

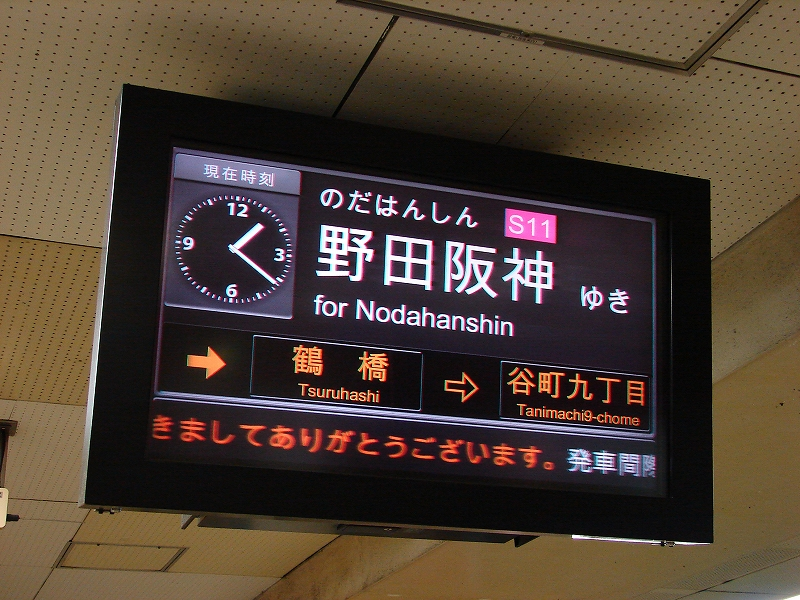
千日前線用液晶案内機

Osaka Metroでは初めて、全駅にLCDの発車標が設置された。その後、LCD案内板は今里筋線や中央線にも導入されている。
2014年（平成26年）2月15日からワンマン運転に向けた自動列車運転装置 (ATO) の使用を開始するとともに、年内に全駅で可動式ホーム柵（ホームドア）が導入され、2015年（平成27年）1月13日からワンマン運転を開始した。
当路線では、過去に自動列車運転装置（ATO）を使用した自動運転の実用化試験が5年間にわたり実施されていた。一般的な車上パターン方式ATOに加えて、1971年（昭和46年）から2年間実施された地上ATO装置から走行する個々の列車へ力行・惰行・ブレーキ操作など制御指令を送信して列車を制御する地上式ATOは、日本国内では初めての全地上式の列車制御システムであった。ただし、一連の実用化試験（営業運転）は1974年（昭和49年）7月31日に終了、8月6日をもって自動運転に関するプロジェクト自体が打ち切られた。

## 路線データ
- 路線距離（実キロ）：12.6 km（営業キロ（運賃計算キロ）では 13.1 km）
- 軌間：1435 mm
- 駅数：14駅（起終点駅含む）
- 複線区間：全線
- 電化区間：全線電化（直流 750 V・第三軌条方式）
- 閉塞方式：車内信号式 (CS-ATC, ATO)
- 最高速度：70 km/h[1]
- 編成両数：4両（1970年 - ）
- ホーム最大編成両数：8両
- 混雑率（野田阪神方面行き）：113%（2017年度：鶴橋駅→谷町九丁目駅間）[8]
- 混雑率（南巽方面行き）：67%（2017年度：鶴橋駅→今里駅間）[8]

運賃計算には、阿波座駅 - 谷町九丁目駅間のキロ数が他線経由と同じになるよう調整された営業キロに対応する区数を用いる。

## 運行形態
野田阪神駅 - 南巽駅間の運転を基本としており、平日朝ラッシュ時は約4分間隔、平日夕ラッシュ時は約5分間隔、平日日中と土休日のほぼ終日は7分30秒間隔（1時間あたり8本）、早朝・深夜は10分間隔で運転される。このほかに出庫を兼ねて今里発と阿波座発の列車が朝夕に数本運行されている。
野田阪神駅では基本的に1番線を使用しているが、朝夕に数本設定されている同駅2番線に到着する列車にはホームの設備上の問題から注意喚起の案内がされる。詳細は「野田阪神駅#駅構造」を参照。
なお、2009年度まではなにわ淀川花火大会開催日に野田阪神発今里行きの臨時列車が数本設定されていた。2013年3月23日のダイヤ改正で設定された野田阪神発今里行き終電はそれを定期化したものである。この列車は2014年8月30日のダイヤ改正で南巽行きに変更され、今里行きの定期列車は消滅した。

## 乗務員
かつては阿波座駅に乗務員の詰所である阿波座乗務所があったため、乗務員は阿波座駅下り1番線ホームで交代していたが、施設老朽化のため、2015年3月21日の終電で阿波座乗務所を閉鎖し、翌3月22日から乗務所を今里駅付近の旧大阪市営バス東成営業所事務所に移転し今里乗務所を開設した。以後は千日前線の乗務員交代は今里駅1番線下りホームで行われるが、数本のみ今里駅2番線上りホームで交代する。

## 車両

### 現用車両
- 25系（1991年 - 、1995年7月に統一）

千日前線専用の初の新製車両は現在使われている25系で、同線では初の冷房化装置付きの車両である。同系導入までは他線で使用された車両が転用されていた。一方、保安面では車内信号式のCS-ATCを大阪市営地下鉄で初めて導入している。
線内に車両検査の施設（阿波座駅側線）はあるが、車両は全て中央線森ノ宮駅付近の森之宮検車場の所属となっている。同検車場から入出庫する際は回送列車として阿波座駅構内にある両線を結ぶ連絡線を介して中央線阿波座駅 - 森ノ宮駅間を走行する。森之宮検車場が車両基地となっているが、車両の約3分の2は線内の駅または留置線で夜間滞泊を行っている。かつては今里車庫があったが、2011年に廃止された。2016年までは工場機能があった森之宮検車場（森之宮車両工場）で車両の検査などを行っていたが、施設老朽化のため工場機能が四つ橋線北加賀屋駅付近の緑木検車場（緑木車両工場）に一元化された。そのため、車両の検査などの際は本町駅付近の中央線と四つ橋線との間に新設された連絡線を介して四つ橋線を走行して緑木検車場へ回送される。
ワンマン運転開始後の2015年10月19日には、25系各編成のVVVFステッカー下にワンマンステッカーが貼付された。また、車両の外側に設置されていた転落防止幌が可動式ホーム柵の設置により不要になったため、取り外された。

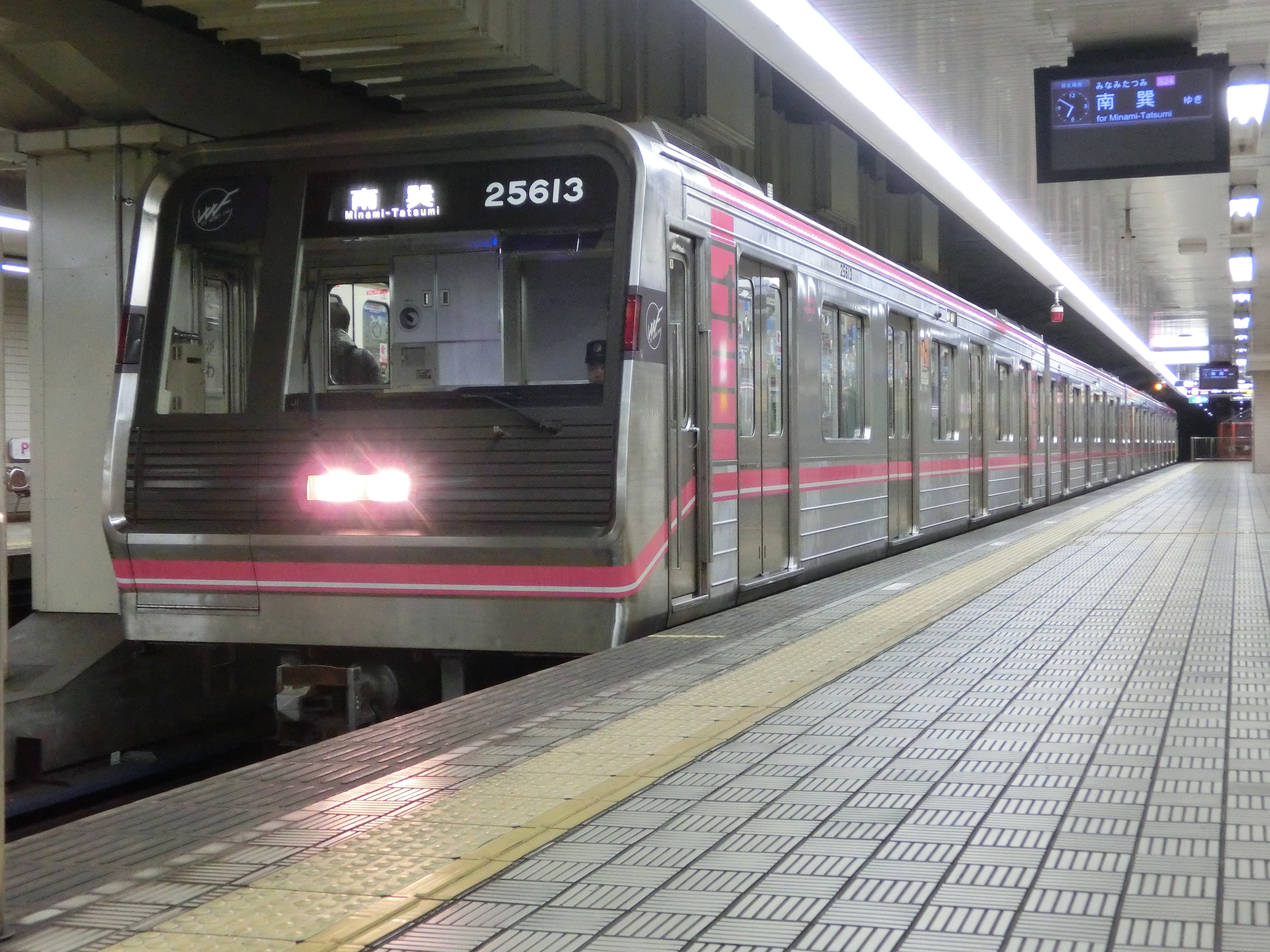
25系

### 過去の車両
- 100形（2代）（1979年 - 1989年）
- 50系（1969年 - 1994年）
- 30系（1991年 - 1995年） - 御堂筋線から転用された、初期30系アルミ車のみ。転用の際の改番はなかった。

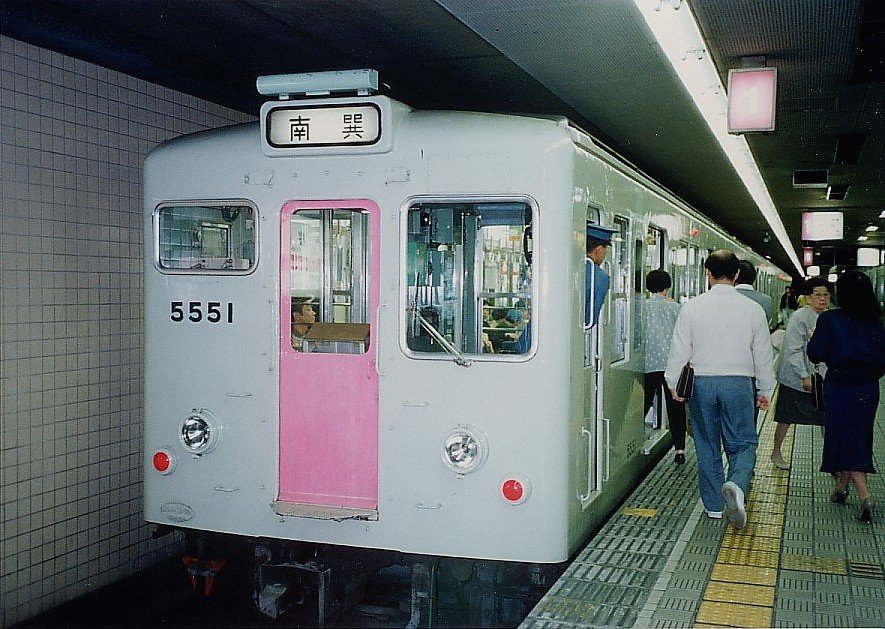
50系
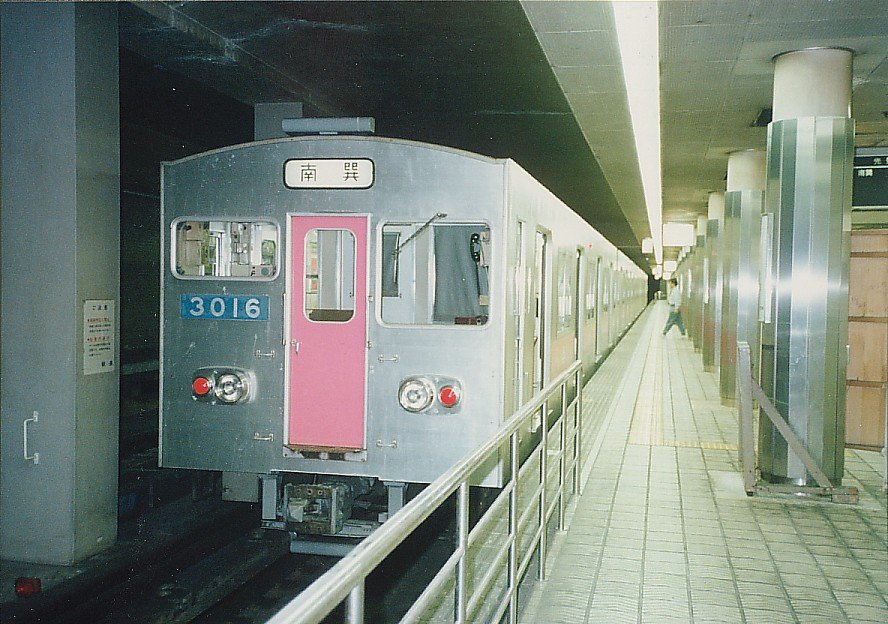
30系

## 歴史
1948年に、それまで計画としてあった東西線案（4号線）から分離し、東西方向における幹線級路線として神崎川 - 平野間の路線が計画された。
また、泉北ニュータウンへのアクセス路線としても検討されていたことがあった。
- 1969年（昭和44年）
  - 4月16日：5号線 野田阪神駅 - 桜川駅間 (3.7 km) が開業。列車集中制御装置 (CTC)・CS-ATC採用。2両編成運転。
  - 7月25日：谷町九丁目駅 - 今里駅間 (2.6 km) が開業。
  - 9月10日：今里駅 - 新深江駅間 (0.9 km) が開業。
  - 10月：谷町九丁目 - 新深江間で車上パターン方式自動列車運転装置 (ATO) の走行試験を開始[6][14]。試験には50系5070 + 5570号車を使用した（1970年2月からは4両編成化）[6][14]。
  - 12月6日：愛称が千日前線に決まる。
- 1970年（昭和45年）
  - 3月11日：桜川駅 - 谷町九丁目駅間 (2.4 km) が開業。4両編成化。
  - 10月1日：野田阪神 - 新深江間で車上パターン方式自動列車運転装置 (ATO) を使用した列車の営業運転を開始[6]。
- 1971年（昭和46年）12月：今里 - 新深江間の西行線で全地上方式自動列車運転装置（ATO）の実用化試験を開始[7][6]、1973年（昭和48年）7月まで実施[6][14]。
- 1974年（昭和49年）7月31日：車上パターン方式自動列車運転装置 (ATO) の営業運転を終了[15]。8月6日をもって大阪市交通局の自動運転プロジェクトが打ち切られる[15]。
- 1981年（昭和56年）12月2日：新深江駅 - 南巽駅間 (3.0 km) が開業し全通[16]。
- 1989年（平成元年）3月：100形電車が撤退。
- 1991年（平成3年）
  - 6月30日：25系電車投入[17]。
  - 8月：30系電車投入。
- 1994年（平成6年）12月31日：大晦日終夜運転実施開始。
- 1995年（平成7年）7月：全車25系電車に統一。
- 1996年（平成8年）4月27日：ダイヤ改正を実施。
- 2000年（平成12年）：今里検車区の名称を「今里車庫」に変更[18]。
- 2010年（平成22年）9月6日：ダイヤ改正を実施。平日ダイヤの午前6時台から9時台までの運転間隔を3分45秒 - 4分00秒間隔から4分05秒 - 4分10秒間隔に変更。平日ダイヤの6時55分今里発南巽行きの1列車を廃止。土休日ダイヤは回送列車のみ時刻変更。
- 2011年（平成23年）：今里車庫廃止。
- 2013年（平成25年）3月23日：運転指令機能を輸送指令所に移転・統合（この路線で輸送指令所への統合が完了）し、駅構内放送を中央線などと同様のものに更新（旧放送になかった今里行きの放送も追加）[注 4]。ダイヤ改正を実施[9]。野田阪神発今里行きの終電を設定し、南巽発野田阪神行きの終電を約12分繰り下げ。
- 2014年（平成26年）
  - 2月15日：ワンマン運転に向けた自動列車運転装置 (ATO) を使用開始[4]。
  - 8月30日：ダイヤ改正を実施。2014年度予定の可動式ホーム柵設置に伴い駅停車時間を変更し所要時間が延長。野田阪神発今里行き終電を南巽行きに変更。運転間隔を平日7-8時台は4分10秒 - 5分間隔に、平日9-15時台・土休日10-15時台は7分間隔から7分30秒間隔に、平日16-18時台は4分45秒間隔から5分間隔に変更[10]。
  - 12月13日：野田阪神駅に可動式ホーム柵を導入。これにより千日前線の全駅で可動式ホーム柵が稼働された[5]。
- 2015年（平成27年）
  - 1月13日：ワンマン運転を開始[5]。前年12月13日から1月12日まで準備期間として車掌が乗務し、運転士が扉操作などのすべての機器操作を行っていた。
  - 3月22日：阿波座乗務所を前日21日限りで閉鎖し、この日の始発から今里乗務所使用開始。乗務員は今里乗務所に移る。
- 2018年（平成30年）4月1日：大阪市営地下鉄の民営化により、大阪市高速電気軌道 (Osaka Metro) の路線となる。

※上記のキロ数は実キロ 　　　　　　　　　　

## 延伸計画
南巽駅から近鉄大阪線弥刀駅方面への延伸計画がある。1989年の運輸政策審議会第10号答申で今後整備検討すべき路線として示され、同年に大阪市の「交通事業の設置等に関する条例」で計画路線として定められている。しかし、大阪市および大阪市交通局の厳しい財政事情を背景に交通局の民営化や上場も含めた経営改善計画が検討されているため、今里筋線の南半分など他の計画路線と同様に建設計画は凍結されている。なお、下記答申に出てくる神崎川 - 野田阪神間については、1997年3月にJR東西線（加島駅 - 海老江駅間）が開通した。

### 未完の構想・答申・計画路線
区間は構想・答申・計画が出された時点において未完のものを示す。
大阪市高速度鉄道協議会路線網改定（戦災復興院主催）（1948年6月18日）
- 区間：神崎川 - 野田阪神
- 区間：南巽 - 国鉄平野

都市交通審議会答申3号（1958年3月28日）
- 区間：神崎川 - 野田阪神
  - 答申内容：1975年を目処に考慮するのが適当・交通網の形成を図るべき路線。

- 区間：神崎川 - 伊丹空港
  - 答申内容：慎重な考慮を加える必要がある路線。

- 区間：南巽 - 平野
  - 答申内容：1975年を目処に考慮するのが適当・交通網の形成を図るべき路線。

都市交通審議会答申7号（1963年3月29日）
- 区間：神崎川 - 野田阪神
  - 答申内容：1975年度までに新設すべき路線。

- 区間：南巽 - 西平野
  - 答申内容：1975年度までに新設すべき路線。

- 区間：平野地区 - 瓜破地区
  - 答申内容：技術的問題その他に付きさらに検討の上で決定すべき路線。

都市交通審議会答申13号（1971年12月8日）
- 区間：南巽 - 弥刀 - 河内山本付近
  - 答申内容：1985年を目標に新設すべき路線。

鉄道網整備調査委員会（大阪府・大阪市の合同構想）（1982年2月）
路線名：南巽楽音寺線
- 区間：南巽 - 楽音寺

運輸政策審議会答申10号（1989年5月31日）
- 区間：南巽 - 弥刀方面
  - 答申内容：今後路線整備について検討すべき区間。

## 駅一覧
- 全駅大阪府大阪市内に所在。

| 駅番号 | 駅名         | 駅間 営業 キロ | 累計 営業 キロ | 累計 実キロ | 接続路線 | 所在地   |
| ------ | ------------ | -------------- | -------------- | ----------- | --- | -------- |
| S11    | 野田阪神駅   | -              | 0.0            | 0.0         | 阪神電気鉄道： 本線…野田駅 (HS 03) 西日本旅客鉄道： JR東西線…海老江駅 (JR-H46) | 福島区   |
| S12    | 玉川駅       | 0.6            | 0.6            | 0.6         | 西日本旅客鉄道： 大阪環状線…野田駅 (JR-O13) | 福島区   |
| S13    | 阿波座駅     | 1.3            | 1.9            | 1.9         | 大阪市高速電気軌道： 中央線 (C15) | 西区     |
| S14    | 西長堀駅     | 1.0            | 2.9            | 2.8         | 大阪市高速電気軌道： 長堀鶴見緑地線 (N13) | 西区     |
| S15    | 桜川駅       | 0.9            | 3.8            | 3.7         | 南海電気鉄道： 高野線（汐見橋線）…汐見橋駅 (NK06-5) 阪神電気鉄道： 阪神なんば線 (HS 42) | 浪速区   |
| S16    | 難波駅       | 1.1            | 4.9            | 4.5         | 大阪市高速電気軌道： 御堂筋線 (M20)・ 四つ橋線 (Y15) 南海電気鉄道： 南海本線・ 高野線…難波駅 (NK01) 近畿日本鉄道：A 難波線…大阪難波駅 (A01) 阪神電気鉄道： 阪神なんば線…大阪難波駅 (HS 41) 西日本旅客鉄道： 関西本線（大和路線）…JR難波駅 (JR-Q17) | 中央区   |
| S17    | 日本橋駅     | 0.7            | 5.6            | 5.2         | 大阪市高速電気軌道： 堺筋線 (K17) 近畿日本鉄道：A 難波線…近鉄日本橋駅 (A02) | 中央区   |
| S18    | 谷町九丁目駅 | 1.0            | 6.6            | 6.1         | 大阪市高速電気軌道： 谷町線 (T25) 近畿日本鉄道：D 大阪線 (D03)・A 難波線・A 奈良線 (A03)…大阪上本町駅 | 天王寺区 |
| S19    | 鶴橋駅       | 1.1            | 7.7            | 7.2         | 西日本旅客鉄道： 大阪環状線 (JR-O04) 近畿日本鉄道：D 大阪線 (D04)・A 奈良線 (A04) | 天王寺区 |
| S20    | 今里駅       | 1.5            | 9.2            | 8.7         | 大阪市高速電気軌道： 今里筋線 (I21) | 東成区   |
| S21    | 新深江駅     | 0.9            | 10.1           | 9.6         | | 東成区   |
| S22    | 小路駅       | 1.0            | 11.1           | 10.6        | | 生野区   |
| S23    | 北巽駅       | 0.9            | 12.0           | 11.5        | | 生野区   |
| S24    | 南巽駅       | 1.1            | 13.1           | 12.6        | | 生野区   |

1. ↑  旅客案内上は、平仮名表記の「なんば駅」が多用されている。
2. ↑  運転系統としての「高野線」。同線の正式な起点は汐見橋駅。

- Osaka Metro中央線と近鉄けいはんな線の連絡切符を購入した場合でも、長田駅経由と指定されているため、難波駅、日本橋駅、谷町九丁目駅、鶴橋駅での乗り継ぎをすることはできない。

## 輸送実績
| 調査年月日     | 乗車人員（人） | 乗車人員（人） | 乗車人員（人） | 降車人員（人） | 降車人員（人） | 降車人員（人） |
| 調査年月日     | 定期利用       | 定期外利用     | 合計           | 定期利用       | 定期外利用     | 合計           |
| -------------- | -------------- | -------------- | -------------- | -------------- | -------------- | -------------- |
| 1998年11月10日 | 56,908         | 69,658         | 126,566        | 57,501         | 69,346         | 126,847        |
| 2007年11月13日 | 48,281         | 73,087         | 121,368        | 47,736         | 69,062         | 116,798        |

## 駅別乗降人員
| 1998年11月10日調査結果 | 1998年11月10日調査結果 | 1998年11月10日調査結果 | 1998年11月10日調査結果 | 1998年11月10日調査結果 | 1998年11月10日調査結果 | 1998年11月10日調査結果 | 1998年11月10日調査結果 |
| 駅名                   | 乗車人員（人）         | 乗車人員（人）         | 乗車人員（人）         | 降車人員（人）         | 降車人員（人）         | 降車人員（人）         | 備考                   |
| 駅名                   | 定期利用               | 定期外利用             | 合計                   | 定期利用               | 定期外利用             | 合計                   | 備考                   |
| ---------------------- | ---------------------- | ---------------------- | ---------------------- | ---------------------- | ---------------------- | ---------------------- | ---------------------- |
| 野田阪神               | 6,286                  | 8,562                  | 14,848                 | 5,986                  | 7,635                  | 13,621                 |                        |
| 玉川                   | 2,050                  | 2,965                  | 5,015                  | 2,037                  | 2,380                  | 4,417                  |                        |
| 阿波座                 | 4,719                  | 6,127                  | 10,846                 | 5,399                  | 5,986                  | 11,385                 |                        |
| 西長堀                 | 4,670                  | 5,466                  | 10,136                 | 5,285                  | 5,972                  | 11,257                 |                        |
| 桜川                   | 3,365                  | 3,549                  | 6,914                  | 3,317                  | 3,340                  | 6,657                  |                        |
| 難波                   | 9,523                  | 11,039                 | 20,562                 | 9,540                  | 13,470                 | 23,010                 |                        |
| 日本橋                 | 2,427                  | 3,859                  | 6,286                  | 2,461                  | 4,419                  | 6,880                  |                        |
| 谷町九丁目             | 3,716                  | 5,605                  | 9,321                  | 4,052                  | 5,730                  | 9,782                  |                        |
| 鶴橋                   | 5,124                  | 7,808                  | 12,932                 | 4,701                  | 6,241                  | 10,942                 |                        |
| 今里                   | 4,396                  | 4,937                  | 9,333                  | 4,250                  | 4,589                  | 8,839                  |                        |
| 新深江                 | 3,073                  | 3,245                  | 6,318                  | 3,016                  | 2,987                  | 6,003                  |                        |
| 小路                   | 2,171                  | 1,678                  | 3,849                  | 1,992                  | 1,660                  | 3,652                  |                        |
| 北巽                   | 2,650                  | 2,393                  | 5,043                  | 2,763                  | 2,540                  | 5,303                  |                        |
| 南巽                   | 2,738                  | 2,425                  | 5,163                  | 2,702                  | 2,397                  | 5,099                  |                        |

| 2007年11月13日調査結果 | 2007年11月13日調査結果 | 2007年11月13日調査結果 | 2007年11月13日調査結果 | 2007年11月13日調査結果 | 2007年11月13日調査結果 | 2007年11月13日調査結果 | 2007年11月13日調査結果   |
| 駅名                   | 乗車人員（人）         | 乗車人員（人）         | 乗車人員（人）         | 降車人員（人）         | 降車人員（人）         | 降車人員（人）         | 備考                     |
| 駅名                   | 定期利用               | 定期外利用             | 合計                   | 定期利用               | 定期外利用             | 合計                   | 備考                     |
| ---------------------- | ---------------------- | ---------------------- | ---------------------- | ---------------------- | ---------------------- | ---------------------- | ------------------------ |
| 野田阪神               | 5,677                  | 9,944                  | 15,621                 | 5,604                  | 8,891                  | 14,495                 |                          |
| 玉川                   | 1,609                  | 3,315                  | 4,924                  | 1,638                  | 3,085                  | 4,723                  |                          |
| 阿波座                 | 8,627                  | 13,262                 | 21,889                 | 9,130                  | 13,626                 | 22,756                 | 中央線を含む             |
| 西長堀                 | 5,142                  | 7,471                  | 12,613                 | 5,428                  | 7,446                  | 12,874                 | 長堀鶴見緑地線を含む     |
| 桜川                   | 2,808                  | 3,941                  | 6,749                  | 2,803                  | 3,810                  | 6,613                  |                          |
| 難波                   | 77,790                 | 105,241                | 183,031                | 77,109                 | 110,913                | 188,022                | 御堂筋線・四つ橋線を含む |
| 日本橋                 | 13,458                 | 22,510                 | 35,968                 | 13,415                 | 21,729                 | 35,144                 | 堺筋線を含む             |
| 谷町九丁目             | 15,054                 | 20,794                 | 35,848                 | 15,592                 | 21,565                 | 37,157                 | 谷町線を含む             |
| 鶴橋                   | 4,815                  | 8,243                  | 13,058                 | 4,463                  | 7,161                  | 11,624                 |                          |
| 今里                   | 4,130                  | 6,052                  | 10,182                 | 4,032                  | 5,592                  | 9,624                  | 今里筋線を含む           |
| 新深江                 | 2,991                  | 3,587                  | 6,578                  | 2,879                  | 3,519                  | 6,398                  |                          |
| 小路                   | 1,998                  | 2,182                  | 4,180                  | 1,936                  | 2,122                  | 4,058                  |                          |
| 北巽                   | 2,961                  | 3,085                  | 6,046                  | 2,962                  | 3,098                  | 6,060                  |                          |
| 南巽                   | 2,692                  | 2,757                  | 5,449                  | 2,576                  | 2,609                  | 5,185                  |                          |